# La cucaracha (film, 1959)
Pour les articles homonymes, voir La cucaracha (homonymie).
Pour plus de détails, voir Fiche technique et Distribution.
La cucaracha est un film mexicain réalisé par Ismael Rodríguez, sorti en 1959. Le film fut sélectionné au Festival de Cannes 1959.
En juillet 1994, le film est inclus dans la liste établie par la revue Somos des 100 meilleurs films mexicains de tous les temps.

## Fiche technique
- Titre : La cucaracha
- Réalisation : Ismael Rodríguez
- Scénario : Ismael Rodríguez, José Bolaños, Ricardo Garibay et José Luis de Celis
- Photographie : Gabriel Figueroa
- Musique : Raúl Lavista
- Pays d'origine : Mexique
- Format : Couleurs - Mono
- Genre : drame
- Durée : 97 minutes
- Date de sortie : 1959

## Distribution
- María Félix : Refugio La cucaracha
- Dolores del Río : Isabel Puente
- Emilio Fernández : Coronel Antonio Zeta
- Antonio Aguilar : Capitán Ventura
- Flor Silvestre : Lola
- Ignacio López Tarso : Trinidad
- Emma Roldán : Comadrona
- Tito Novaro : Jacobo Méndez
- Pedro Armendáriz : Valentín Razo

## Distinctions
Le film a été présenté en sélection officielle en compétition au Festival de Cannes 1959.